# Церква Воскресіння Господнього (Кудинівці)
Церква Воскресіння Господнього в Кудинівцях — парафія і храм греко-католицької громади Зборівського деканату Тернопільсько-Зборівської архієпархії Української греко-католицької церкви в селі Кудинівці Тернопільського району Тернопільської области. Пам'ятка архітектури місцевого значення.

## Історія церкви
Парафію утворено і храм збудовано у 1847 році. До 1946 року вони належали до УГКЦ. З 1946 по 1992 рік перебували в юрисдикції РПЦ, а з 1992 року парафія і храм знову належать УГКЦ.
При парафії діють Вівтарна дружина та спільнота «Матері в молитві».
На території парафії розташовані капличка Божої Матері та три хрести.

## Парохи
- о. Іван Попель ([1832]—1868+, адміністратор);
- о. Ізидор Темницький (1869—1873, адміністратор; 1873—1885);
- о. Дідич (до 1946);
- о. Володимир Письо (від 1990);
- о. Юрій Ковалик;
- о. Микола Головчак;
- о. Ярослав Іваницький (2006—2011);
- о. Євген Мушинський (з 2011).